# Alex Florea
Alexandru Ionuț Florea, conosciuto come Alex Florea (Costanza, 15 settembre 1991), è un cantante rumeno.
Ha rappresento la Romania all'Eurovision Song Contest 2017 a Kiev con la canzone Yodel It! insieme a Ilinca.

## Carriera
Alex Florea ha fatto il suo debutto nella scena musicale rumena nel 2015, quando ha partecipato alla quinta edizione di Vocea României, la versione rumena del talent show The Voice. Ha passato le audizioni, entrando a far parte del team di Marius Moga e rientrando fra i semifinalisti.
Nel 2017 ha preso parte a Selecția Națională, il programma di selezione rumeno per l'Eurovision, con il brano Yodel It! in collaborazione con Ilinca. La canzone si è qualificata dalla semifinale del 26 febbraio 2017, ottenendo il massimo dei punti da tutti e cinque i giurati e procedendo per la finale del 5 marzo. Qui Alex ed Ilinca hanno vinto il voto del pubblico, ottenendo oltre 10.000 televoti e assicurandosi un posto sul palco dell'Eurovision Song Contest 2017 a Kiev, in Ucraina.
Assieme ad Ilinca, giunge 6º nella prima semifinale, guadagnando l'accesso alla finale. Nell'ultimo atto, i 2 romeni si esibiscono per ventesimi e, alla fine, con 282 punti, chiudono al settimo posto. Per la quinta volta nella sua storia, la Romania chiude l'Eurovision in top-10.

## Singoli
- 2014 - Divine (Mistic Emotion)
- 2017 - Yodel It! (Cat Music)
- 2018 - Nobody Told Me It Would Hurt (Cat Music)